# Smithsonian Institution
A Smithsonian Institution ("Instituição Smithsoniana") é uma instituição educacional e de pesquisa associada a um complexo de museus, fundada e administrada pelo governo dos Estados Unidos. Com grande parte de seus prédios localizados em Washington, D.C., o instituto compreende 19 museus e sete centros de pesquisa, e tem 142 milhões de itens em suas coleções.
Foi fundado para a promoção e disseminação de conhecimento pelo cientista britânico James Smithson (1765-1829). No testamento de Smithson, ele declarou que se o herdeiro, seu sobrinho Henry James Hungerford, morresse sem deixar descendentes, o patrimônio dos Smithson deveria ser doado ao governo dos Estados Unidos para a criação de um "estabelecimento para a expansão e difusão de conhecimento entre os homens". Após Henry James morrer em 1835 sem deixar herdeiros, o presidente Andrew Jackson informou o Congresso do patrimônio de Smithson, que consistia de 100 000 moedas de ouro e 500 000 dólares (9 235 277 em valores de 2005).
O Instituto Smithsoniano foi então estabelecido como um truste por uma lei do Congresso, sendo funcional e legalmente um órgão do governo dos Estados Unidos. Faz parte do acervo de um dos seus museus, a motocicleta V8, criada em 1907 por Glenn Curtiss, para estabelecer a maior velocidade atingida por um equipamento motorizado até então.